# Deomys ferrugineus
Deomys ferrugineus es una especie de roedor de la familia Muridae.

## Distribución geográfica
Se encuentra en Camerún República Centroafricana, República del Congo, República Democrática del Congo Guinea Ecuatorial Gabón, Ruanda y Uganda.

## Hábitat
Su hábitat natural son: los bosques de tierras bajas subtropicales o tropicales húmedos, tierras bajas subtropicales o tropicales húmedas ríos  y pantanos.

## Subespecies
- Deomys ferrugineus christyi Thomas, 1915
- Deomys ferrugineus ferrugineus Thomas, 1888